# San Fernando (Morazán)
San Fernando es un distrito salvadoreño del municipio de Morazán Norte, departamento de Morazán, El Salvador. De acuerdo al censo oficial de 2024, tiene una población de 1.900 habitantes.

## Historia
Previo a 1807 la localidad era un cantón del Partido de Gotera, y en 1811 obtuvo el título de pueblo. Después de pertenecer al departamento de San Miguel, fue anexado a Morazán en 1875.

## Información general
El distrito cubre un área de 26,93 km² y la cabecera tiene una altitud de 1000 m s. n. m. Las fiestas patronales se celebran en los meses de marzo o abril en honor a la Virgen de Dolores y en honor al patrono San Fernando que es el 30 de mayo.